# Ramy Bensebaini
Ramy Bensebaini (en árabe:رامي بن سبعيني) (Constantina, Argelia, 16 de abril de 1995) es un futbolista argelino. Juega de defensa y su equipo es el Borussia Dortmund de la 1. Bundesliga de Alemania.

## Estadísticas

### Clubes
Actualizado al último partido disputado el 5 de julio de 2025.
| Club                                | Div.          | Temporada     | Liga  | Liga  | Copas nacionales | Copas nacionales | Copas internacionales | Copas internacionales | Total | Total |
| Club                                | Div.          | Temporada     | Part. | Goles | Part.            | Goles            | Part.                 | Goles                 | Part. | Goles |
| ----------------------------------- | ------------- | ------------- | ----- | ----- | ---------------- | ---------------- | --------------------- | --------------------- | ----- | ----- |
| Paradou A. C. Argelia               | 3.ª           | 2013-14       | 32    | 3     | 0                | 0                | ―                     | ―                     | 32    | 3     |
| Paradou A. C. Argelia               | Total club    | Total club    | 32    | 3     | 0                | 0                | 0                     | 0                     | 32    | 3     |
| Lierse S. K. · Bélgica              | 1.ª           | 2014-15       | 23    | 1     | 6                | 1                | ―                     | ―                     | 29    | 2     |
| Lierse S. K. · Bélgica              | Total club    | Total club    | 23    | 1     | 6                | 1                | 0                     | 0                     | 29    | 2     |
| Montpellier H. S. C. Francia        | 1.ª           | 2015-16       | 22    | 2     | 3                | 0                | ―                     | ―                     | 25    | 2     |
| Montpellier H. S. C. Francia        | Total club    | Total club    | 22    | 2     | 3                | 0                | 0                     | 0                     | 25    | 2     |
| Stade Rennes F. C. Francia          | 1.ª           | 2016-17       | 25    | 0     | 1                | 0                | ―                     | ―                     | 26    | 0     |
| Stade Rennes F. C. Francia          | 1.ª           | 2017-18       | 29    | 0     | 4                | 0                | ―                     | ―                     | 33    | 0     |
| Stade Rennes F. C. Francia          | 1.ª           | 2018-19       | 25    | 1     | 5                | 1                | 9                     | 1                     | 39    | 3     |
| Stade Rennes F. C. Francia          | Total club    | Total club    | 79    | 1     | 10               | 1                | 9                     | 1                     | 98    | 3     |
| Borussia Mönchengladbach · Alemania | 1.ª           | 2019-20       | 19    | 5     | 1                | 0                | 6                     | 0                     | 26    | 5     |
| Borussia Mönchengladbach · Alemania | 1.ª           | 2020-21       | 25    | 4     | 3                | 1                | 5                     | 2                     | 33    | 7     |
| Borussia Mönchengladbach · Alemania | 1.ª           | 2021-22       | 23    | 4     | 1                | 2                | ―                     | ―                     | 24    | 6     |
| Borussia Mönchengladbach · Alemania | 1.ª           | 2022-23       | 28    | 6     | 2                | 1                | ―                     | ―                     | 30    | 7     |
| Borussia Mönchengladbach · Alemania | Total club    | Total club    | 95    | 19    | 7                | 4                | 11                    | 2                     | 113   | 25    |
| Borussia Dortmund · Alemania        | 1.ª           | 2023-24       | 17    | 0     | 3                | 0                | 5                     | 0                     | 25    | 0     |
| Borussia Dortmund · Alemania        | 1.ª           | 2024-25       | 31    | 1     | 1                | 0                | 17                    | 2                     | 49    | 3     |
| Borussia Dortmund · Alemania        | Total club    | Total club    | 48    | 1     | 4                | 0                | 22                    | 2                     | 74    | 3     |
| Total carrera                       | Total carrera | Total carrera | 299   | 27    | 30               | 6                | 42                    | 5                     | 371   | 38    |

## Palmarés

### Títulos nacionales
| Título          | Club                | País    | Año  |
| --------------- | ------------------- | ------- | ---- |
| Copa de Francia | Stade Rennais F. C. | Francia | 2019 |

### Títulos internacionales
| Título                    | Club (*)             | País   | Año  |
| ------------------------- | -------------------- | ------ | ---- |
| Copa Africana de Naciones | Selección de Argelia | Egipto | 2019 |

(*) Incluyendo la selección.